# Jan de Doot

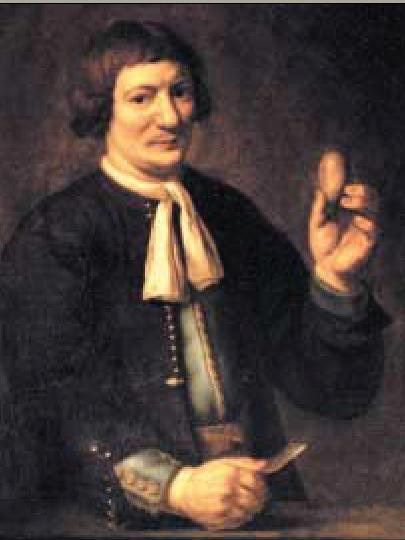
Portret van Jan de Doot, door Carel van Savoyen.

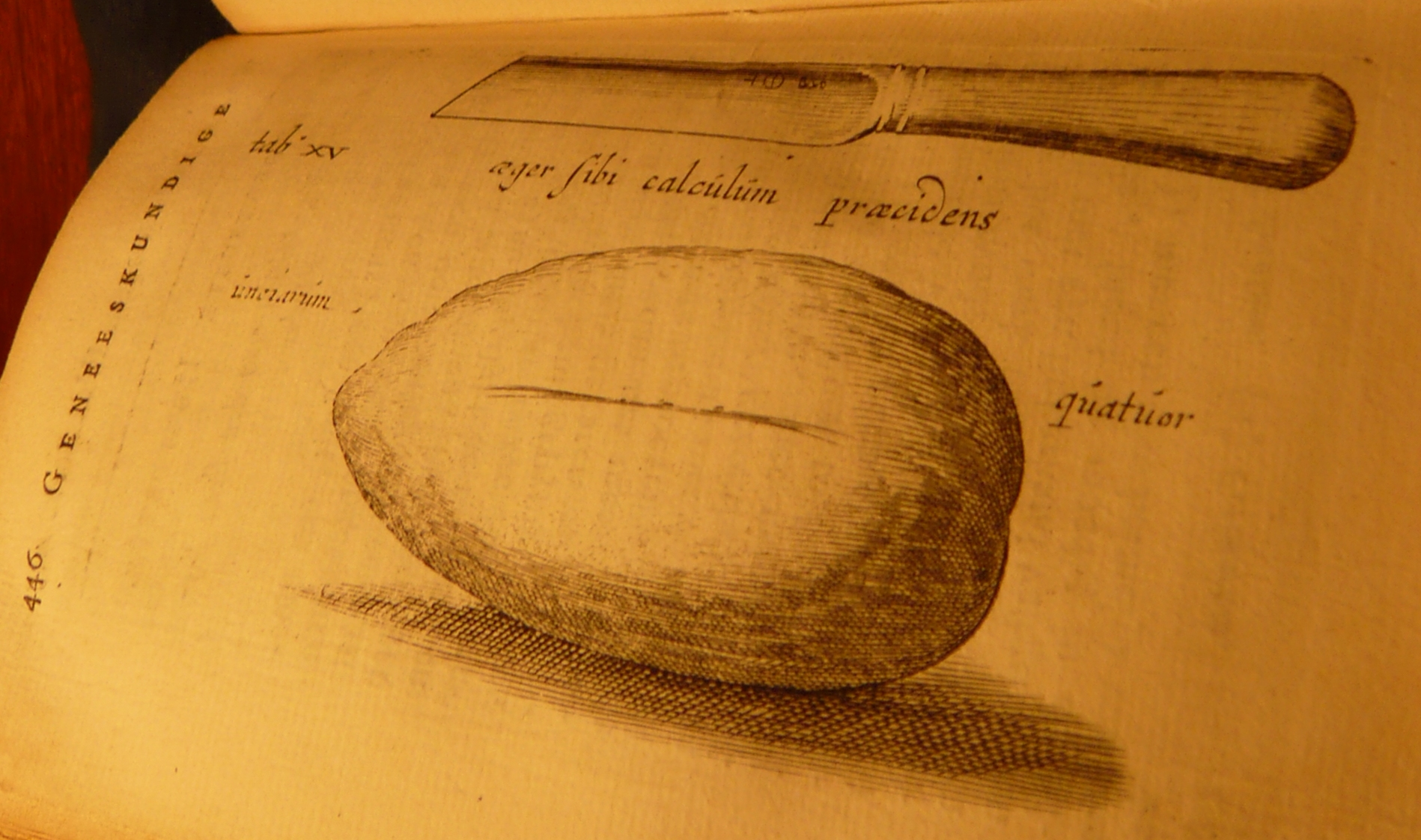
Illustraties van het mes en de niersteen (publicatie 1740)

Jan de Doot was een Nederlandse smid, die volgens de verhalen in 1651 met succes lithotomie op zichzelf toepaste, en zo een niersteen bij zichzelf verwijderde. Dit verhaal dient onder andere als basis voor een schilderij van Carel van Savoyen, waarop De Doot staat afgebeeld met in zijn ene hand een keukenmes, en in zijn andere de niersteen. De steen op het schilderij valt op doordat deze de omvang en vorm van een ei heeft. Het schilderij maakt deel uit van een collectie portretten uit het laboratorium voor pathologie aan de Universiteit van Leiden.
Het verhaal over Jan de Doot is terug te vinden in Nicolaes Tulps boek Observationes medicae. Het boek maakt echter niet duidelijk of De Doot na zijn operatie nog lang leefde of niet. Indien afgegaan wordt op het jaar waarin het schilderij is gemaakt, zou hij in elk geval nog vijf jaar geleefd hebben.
In hoeverre het verhaal klopt, is twijfelachtig. Zo had Jan de Doot al eerder twee nierstenen laten verwijderen, waardoor hij deze derde steen makkelijk zelf kon verwijderen door langs het litteken van de vorige twee operaties te snijden.